# Diocèse de Maradi
Le Diocèse de Maradi (Dioecesis Maradensis) est une église particulière de l'Église catholique au Niger, dont le siège est à Maradi dans la Cathédrale Notre Dame de Lourdes de Maradi.

## Évêques
- Ambroise Ouédraogo (13 mars 2001 - 22 février 2025)
- Ignatius Anipu, M. Afr. (depuis le 22 février 2025)

## Territoire
Il comprend les régions d'Agadez, de Diffa, de Zinder, de Maradi et de Tahoua.

## Histoire
Le diocèse de Maradi est créé le 13 mars 2001 par détachement du diocèse de Niamey.